# پیبوسرود
پیبوسرود یک آنتاگونیست انتخابی گیرنده ۴ سروتونین است که توسط شرکت گلاکسواسمیت‌کلاین (GSK) با نام تجاری Serlipet برای مدیریت فیبریلاسیون دهلیزی و سندرم روده تحریک پذیر به بازار تولید و عرضه شده‌است. در سال ۲۰۰۷، شرکت نروژی Bio-Medisinsk Innovasjon AS یک مطالعه بالینی فاز در فاز دوم را برای بررسی اثر پیبوسرود در بیماران مبتلا به نارسایی مزمن قلبی تکمیل کرد.